# Gennadi Golstein
Gennadi Golstein (russisch Геннадий Львович Гольштейн; * 1938 in Leningrad) ist ein russischer Jazz-Bandleader, Komponist und Altsaxophonist des  Modern Jazz. Er zählte zu den markantesten Vertretern der russischen Jazzszene der nachstalinistischen Ära der 1950er und 1960er Jahre und spielte in den führenden Big Bands, wie im Orchester von Eddie Rosner und Josif Weinstein (wo er auch arrangierte).
Gennadi Golstein wandte sich im Jahr 1950 dem Jazz zu; stilistische Vorbilder waren für ihn  damals Charlie Parker und in den 1950er Jahren Cannonball Adderley, später in den 1960er Jahren waren dies eher die Musik von Roland Kirk und Musiker des Free Jazz. In dem Dokumentarfilm Jazz für die Russen – To Russia with Jazz (2011) berichtet er von den Begegnungen mit Phil Woods, Zoot Sims und anderen Musikern des Modern Jazz in Leningrad bei deren Tournee im Benny-Goodman-Orchester durch die Sowjetunion 1962.
Er hatte in den 1960er Jahren in Leningrad ein Quintett, mit Konstantin Nossow (Trompete), Dawid Semjonowitsch Goloschtschokin (Klavier), Victor Smirnov (Bass), Stanislaw Streltzow (Schlagzeug).
In seinem lyrischen Spiel vereinte er die Inspirationen des Hardbop mit der Primitivität folkloristischer Themen und der Polyphonie klassischer Musik der Vor-Barock-Zeit. Für anderthalb Dekaden nach 1955 war Gennadi Golstein eine der führenden Figuren des sowjetischen Jazz. Danach verlor er das Interesse am Jazz und wandte sich der klassischen Musik zu.